# Torre Sevilla
De Torre Sevilla, tot 2015 ook wel bekend als Torre Cajasol  of Torre Pelli, is een wolkenkrabber en kantoorgebouw in de Spaanse stad Sevilla. Met een hoogte van 178 meter is de toren het hoogste gebouw van Sevilla en Andalusië.
De toren is ontworpen door de Argentijns-Amerikaanse architect Cesar Pelli. Het is een lang, cilindervormig gebouw, opgericht aan de rivier Guadalquivir in het stadsdeel Triana, waar ook de Wereldtentoonstelling van 1992 doorging. De werf is gestart in 2008 en geëindigd in 2015. Oorspronkelijk werd de toren gebouwd voor de Spaanse bank Cajasol, die hiervan hun hoofdgebouw zou maken. Men is hiervan afgestapt nadat Cajasol werd overgenomen door de Catalaanse bank La Caixa.

## UNESCO
De bouw van de toren veroorzaakte in 2012 problemen met UNESCO. De hoogte van het gebouw zou immers het uitzicht vanaf de oude binnenstad verstoren. Daardoor dreigde UNESCO het door hen beschermd werelderfgoed van de stad (de Kathedraal van Sevilla, het Koninklijk Paleis van Sevilla en het Archivo General de Indias) te plaatsen op de lijst met bedreigd erfgoed.